# Артем Карпець
Артем Карпець (нар. 7 березня 1984 року) — польський професійний боксер. Народився в місті Кременчук, Україна.

## Професійна кар'єра
Дебют на професійному рингу відбувся 21 жовтня 2008 року в Палаці спорту «Динамо», Донецьк, Україна.
У квітні 2015 року дебютував у Польщі, вигравши бій з Маріушем Біскупським.